# Landévennec
Landévennec är en kommun i departementet Finistère i regionen Bretagne i västra Frankrike. Kommunen ligger i kantonen Crozon som tillhör arrondissementet Châteaulin. År 2022 hade Landévennec 335 invånare.

## Befolkningsutveckling
Antalet invånare i kommunen Landévennec
Referens:INSEE

## Galleri

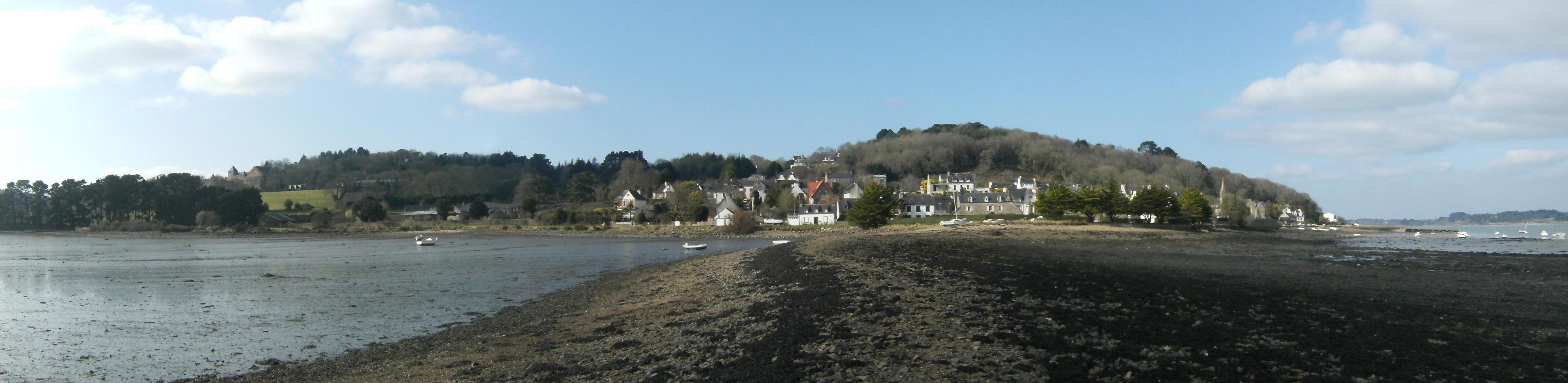
Panorama över byn
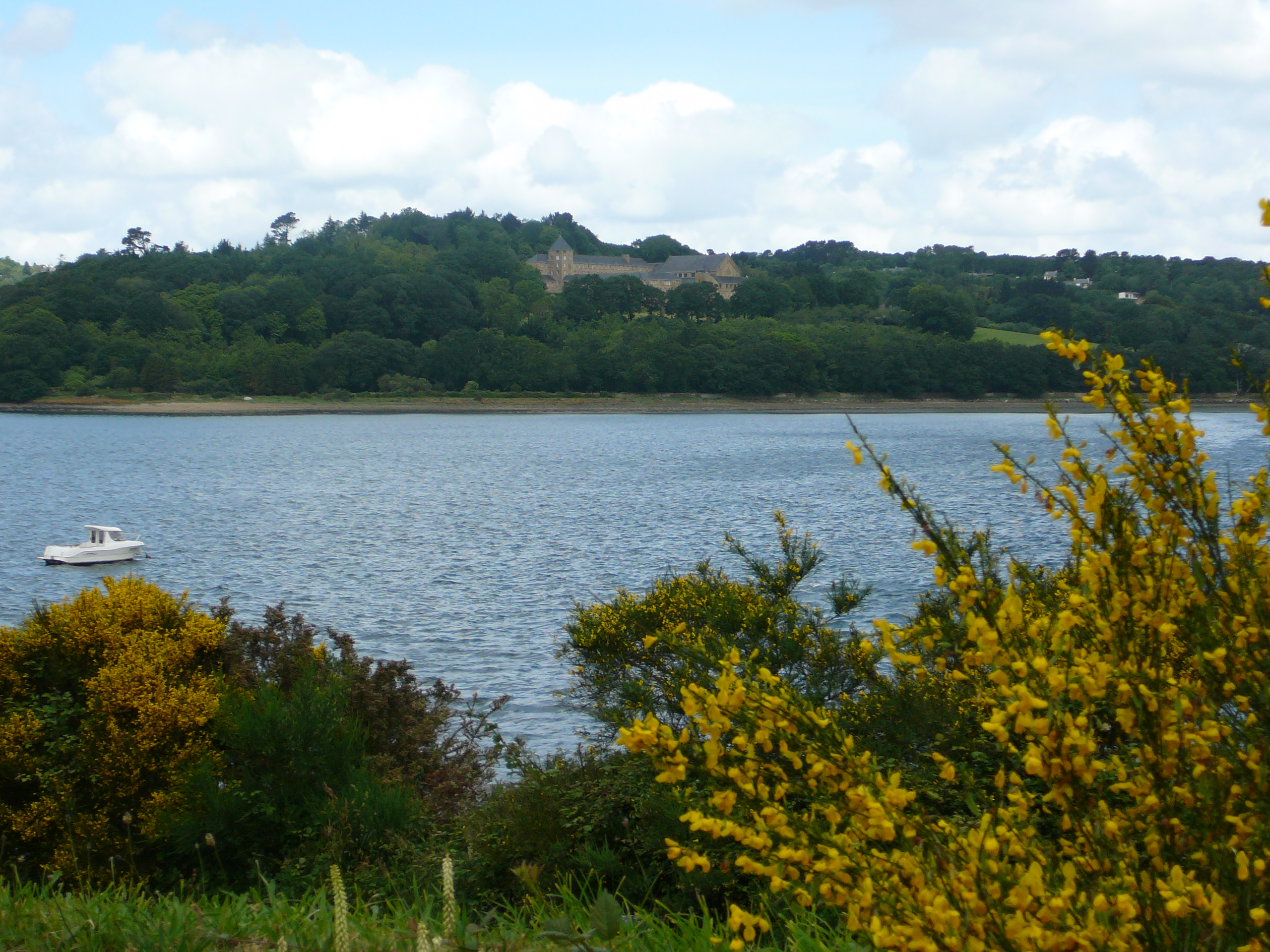
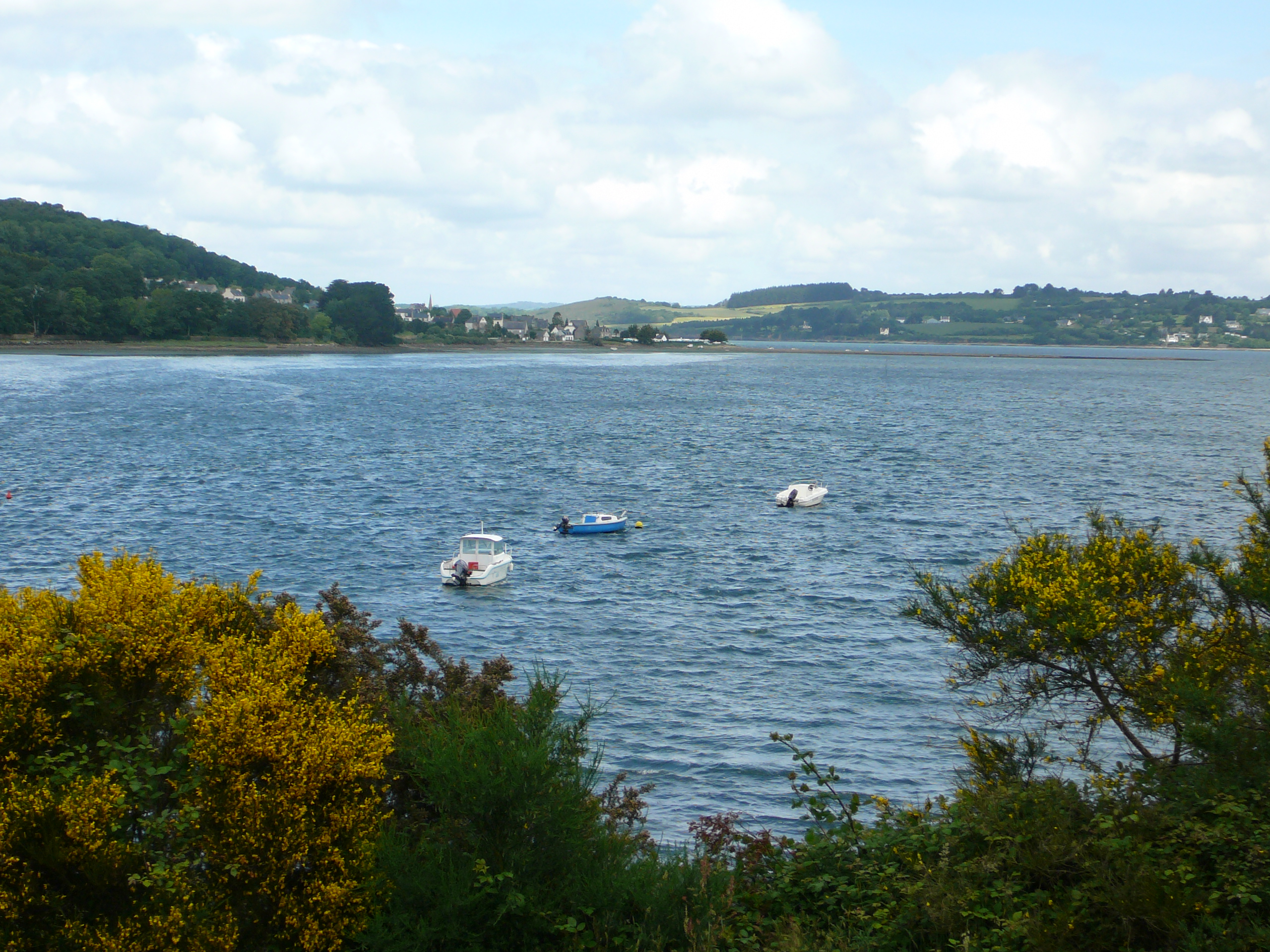
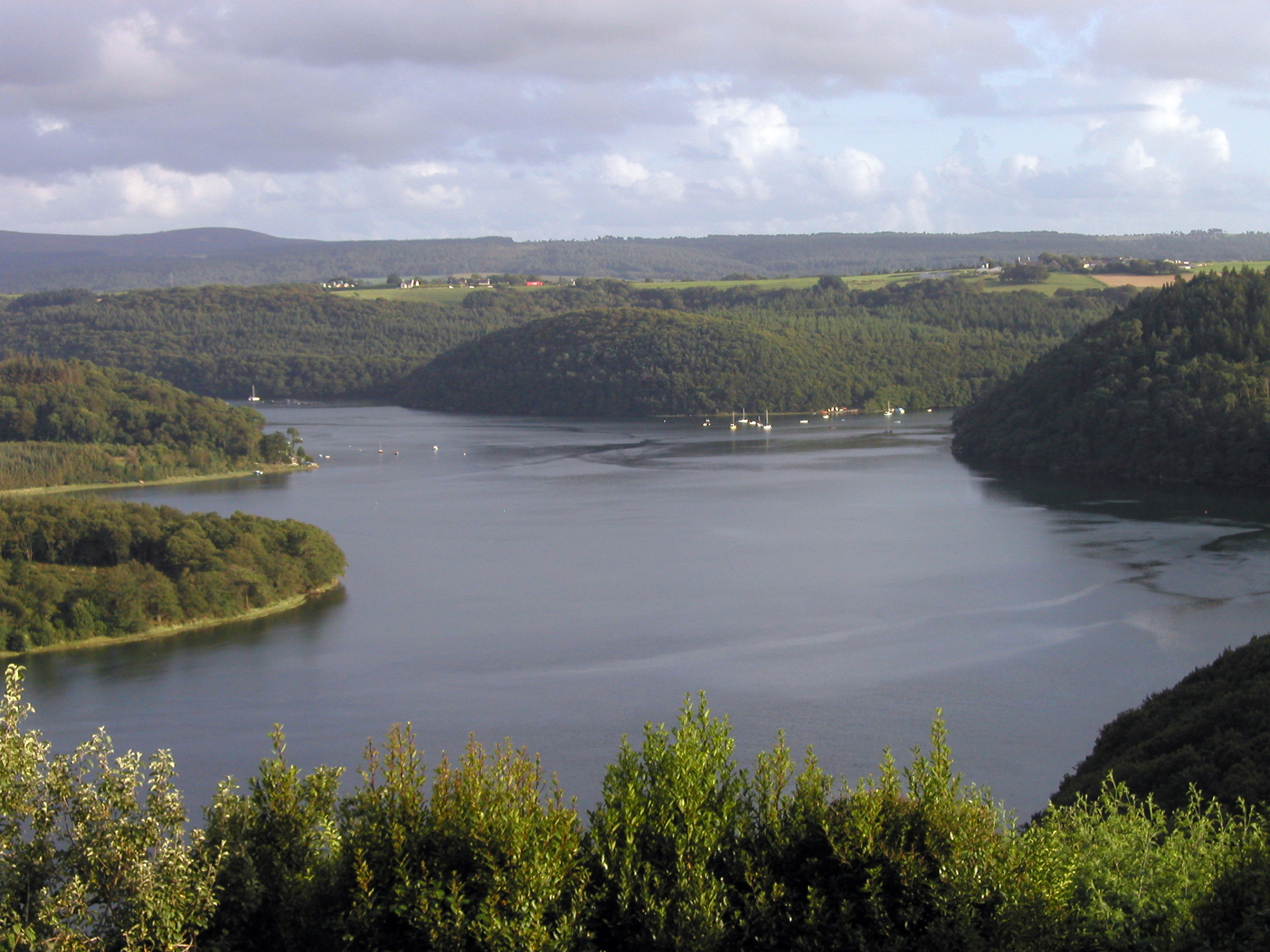